# 14541 Sacrobosco
För andra betydelser, se Sacrobosco.
14541 Sacrobosco eller 1997 SF är en asteroid i huvudbältet som upptäcktes den 20 september 1997 av de båda tjeckiska astronomerna Miloš Tichý och Jana Tichá vid Kleť-observatoriet. Den är uppkallad efter munken, matematikern och astronomen Johannes de Sacrobosco.
Asteroiden har en diameter på ungefär 7 kilometer och den tillhör asteroidgruppen Hygiea.